# Commelina deflexa
Commelina deflexa là một loài thực vật có hoa trong họ Commelinaceae. Loài này được Rusby mô tả khoa học đầu tiên năm 1934.